# Прапор Великої Британії (1606-1801)
Прапор Великої Британії, широко відомий як Королівські кольори, "Юніон Джек", або британський прапор, використовувався на морі з 1606 року і в цілому з 1707 - 1801 рр. Це був перший прапор Великої Британії, попередник "Union Jack" 1801 року.
Дизайн був створений королем Яковом VI і І для використання на кораблях у відкритому морі, і згодом він став використовуватися як національний прапор після Договору про Союз і Акту про унію 1707 року, отримавши статус «Геральдичний прапор Великої Британії», новоствореної держави. Пізніше він був прийнятий для використання сухопутними військами, хоча синій колір поля, який використовується в наземних версіях, більше нагадував блакитний колір прапора Шотландії.
Прапор складається з червоного хреста святого Георгія, покровителя Англії, накладеного на прапор Святого Андрія, покровителя Шотландії. Його правильні пропорції 3:5.
Офіційне використання прапора припинилося в 1801 році зі створенням Сполученого Королівства Великої Британії та Ірландії. Саме тоді до прапора Великої Британії був доданий прапор Святого Патріка, щоб створити сучасний прапор унії.

## Створення
Яків I Англії, король Шотландії, Наказ Ради, 1606:
|  | Оскільки між нашими підданими Південної та Північної Британії, які подорожують морями, виникли деякі розбіжності щодо вживання їхніх прапорів: щоб уникнути всіх суперечок у майбутньому за порадою нашої Ради ми наказали: відтепер усі наші піддані цього острова і Королівства Великої Британії, а також усі наші члени, будуть носити на своїй головній щоглі Червоний хрест, який зазвичай називають хрестом Святого Георгія, і Білий хрест, який зазвичай називають Андріївським хрестом, об’єдналися відповідно до форми, складеної нашими герольдами та надісланої нами нашому Адміралу для опублікування нашим підданим: і на їх передній частині наші піддані Південної Британії повинні носили тільки Червоний хрест, як вони звикли, а наші піддані Північної Британії на передній частині вживали Білий хрест, як вони звикли. |

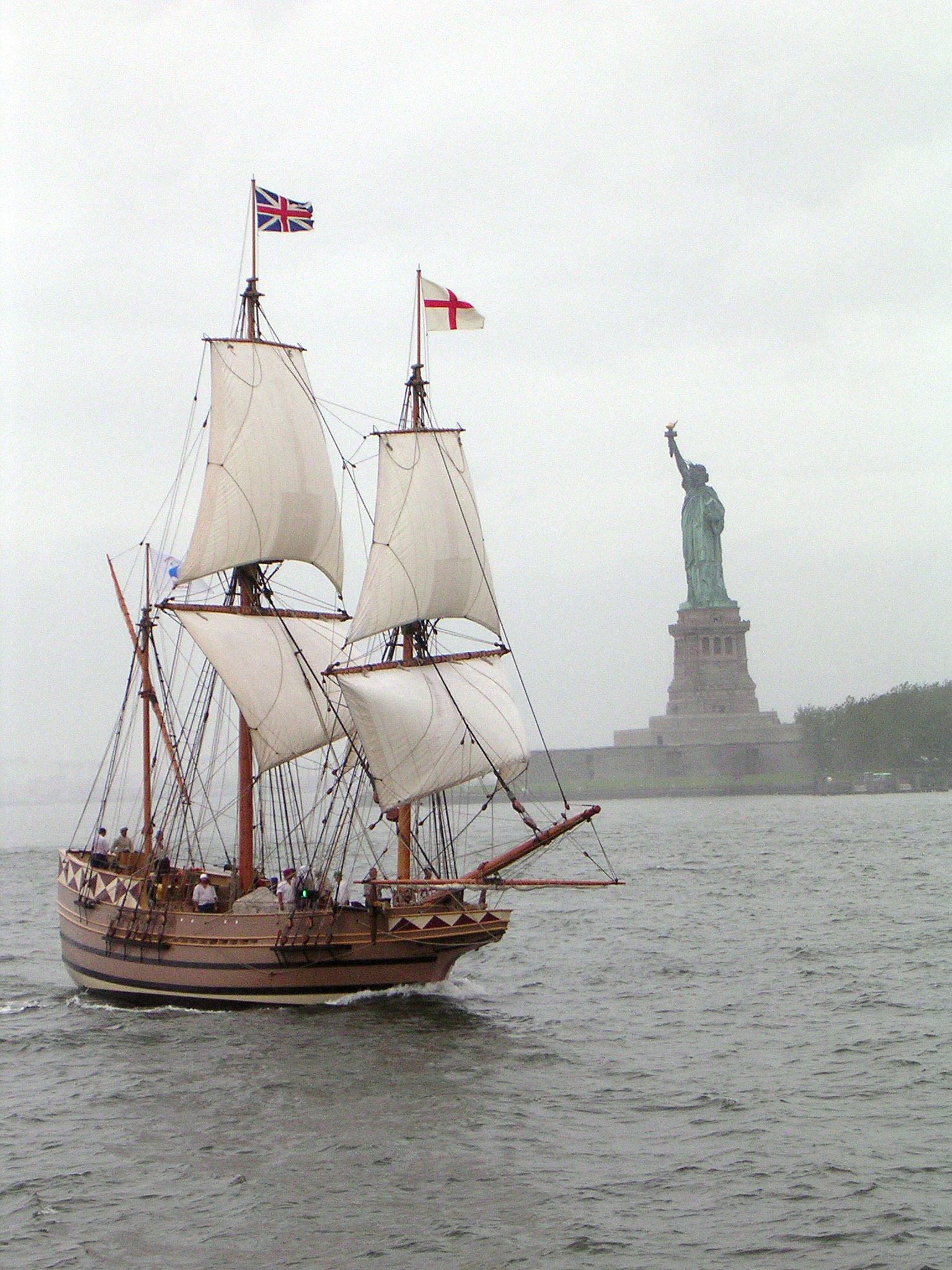
Ґодспід (корабель) початку XVII століття під прапорами Великої Британії та Королівства Англії
Прапор Англії
Прапор Шотландії

Король Яків мав звичку називати «Королівство Великої Британії», враховуючи, що воно було створено унією корон. Однак, незважаючи на особисту унію, яку він представляв, на практиці Англія та Шотландія продовжували залишатися окремими королівствами, кожне зі своїм власним парламентом і законами, ще одне століття. Королівство Великої Британії остаточно виникло в 1707 році. Прапор нового Королівства був офіційно обраний 17 квітня 1707 року, за два тижні до того, як Акт про унію 1707 року мав набути чинності. Сер Генрі Сент-Джордж, головний король підв'язки, представив кілька можливих проектів королеві Анні та Таємній раді.

### Шотландський варіант
Основною альтернативою для розгляду була версія прапора з хрестом Святого Андрія, що лежить поверх прапора святого Георгія, що називається «прапором шотландського союзу, як кажуть, що використовується шотландцями», але цей варіант було відхилено. 

«Прапор шотландського союзу, як кажуть, використовується шотландцями».
Ще одна рання пропозиція щодо Юніон Джека, що складається з білого Андріївського хреста з блакитною лиштвою, накладеної на червоний Георгіївський хрест на білому полі.
Реконструкція альтернативної версії Юніон Джека, яка з'являється на розмальованій дерев'яній стелі з палацу Лінлітгов (бл. 1617).

### Пропоновані версії
Після союзу між Англією та Шотландією було розроблено кілька проектів нового прапора, що поєднує хрест святого Георгія та Хрест святого Андрія:
|  |
|  |

|  |
|  |

|  |
|  |

|  |
|  |

|  |
|  |

|  |
|  |

Однак жоден з них не був прийнятним для короля Якова. 

## Після 1801 р.

Прапор комісарів правління Північного маяка

Зі зміною британського прапора в 1801 році британські кормові прапори та інші офіційні зразки, що включали його, також майже все змінилися, або відразу, або коли вже були вичерпані запаси. Виняток становить прапор комісарів Ради Північного маяка, старий запас якого проіснував так довго, що його анахронічний дизайн став традицією. Іноді старий прапор був включений до пізніших проектів, щоб позначити зв’язок з Британією до 1801 року, як-от герб колонії Сьєрра-Леоне, прийнятий у 1914 році або прапор Батон-Руж, штат Луїзіана, прийнятий у 1995 році Прапор Сомерсет, штат Меріленд, використовується з 1694, був відновлений після того, як заново відкритий в 1958 році.